# Longitarsus pardoi
Longitarsus pardoi es una especie de insecto coleóptero de la familia Chrysomelidae. Fue descrita científicamente en 1974 por Doguet.